# Aegotheles cristatus
Aegotheles cristatus là một loài chim trong họ Aegothelidae.

## Hình ảnh

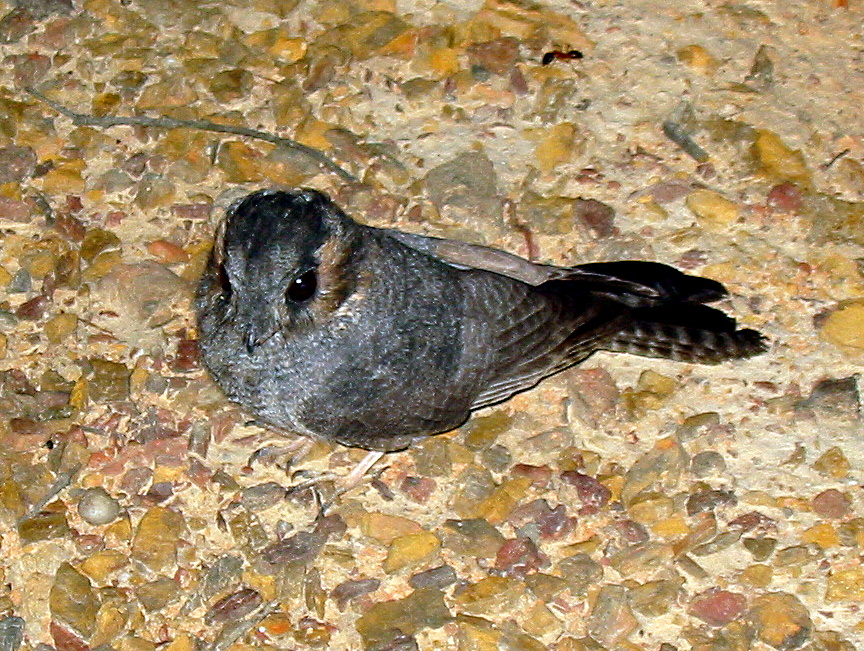
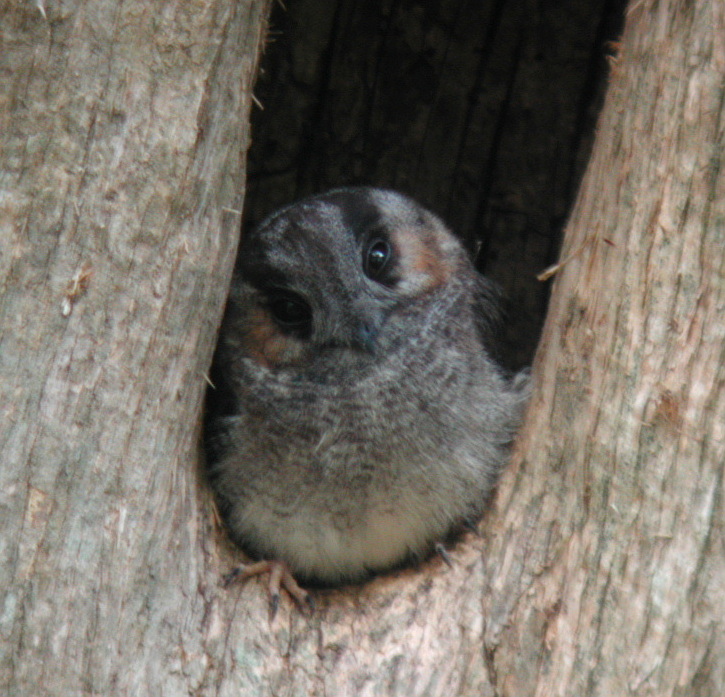